# Institutul de Istorie și Teorie Literară „G. Călinescu”
Institutul de Istorie și Teorie Literară „G. Călinescu” este o instituție publică aflată în subordinea Academiei Române, Secția de filologie și literatură. Institutul se ocupă de teoria, analiza și critica literară și de cercetarea și dezvoltarea în științele sociale și umaniste. Misiunea sa științifică este cercetarea istoriei literaturii române, crearea instrumentelor de bază aferente teoriei, analizei și criticii literare și difuzarea în ediții critice de referință a operelor celor mai reprezentativi scriitori români.

## Istoric
În 1948 au fost înființate, la propunerea lui Al. Rosetti, Emil Petrovici și Iorgu Iordan, două institute: Institutul de Lingvistică și Institutul de Literatură („Institutul de Istorie Literară și Folclor”). La 3 martie 1949 Prezidiul Academiei l-a confirmat pe G. Călinescu în funcția de director al Institutului, funcție pe care a ocupat-o până la sfârșitul vieții sale (12 martie 1965). După moartea sa, Institutul i-a preluat numele. În 1952 a apărut primul tom al revistei Studii și cercetări de istorie literară și folclor. În 1974 a început să apară revista Synthesis, axată pe problemele de literatură comparată.
Institutul de Istorie și Teorie Literară „G. Călinescu” a fost condus de: G. Călinescu (1949–1965), Alexandru Dima (1967–1973), Zoe Dumitrescu-Bușulenga (1974–1994), Dan Grigorescu (1994–2004), Gheorghe Vlăduțescu (2004–2006), Eugen Simion (2006–2022) și Lucian Chișu (din 2022).

## Activitate
Proiecte
- Cronologia vieții literare românești[1]
- Opere fundamentale ale literaturii române în ediții critice
- Enciclopedia literaturii române vechi[2]
- Bibliografia relațiilor literaturii române cu literaturile străine[3]
- Dicționarul general al literaturii române[4]

Proiecte cu finanțare externă
- Prezervarea și valorificarea patrimoniului literar românesc folosind soluții digitale inteligente pentru extragerea și sistematizarea de cunoștințe (INTELLIT[5])
- INTELLIV[6]

## Publicații periodice
- Revista de istorie și teorie literară[7] (fondată de G. Călinescu, din 1952)
- Synthesis. Bulletin du Comité National de Littérature comparée[8] (apare din anul 1974)

## Patrimoniu
Biblioteca deține un bogat fond de manuscrise (4103), în marea lor majoritate provenind din donații sau fiind achiziționate de G. Călinescu de la urmași ai scriitorilor.
- O parte din manuscrisele lui G. Călinescu: Șun sau Calea neturburată; Viața lui Ion Creangă; Rezumate și excerpte din scrisori I.L. Caragiale ș.a.

- Întregul fond epistolar al lui G. Călinescu (T. Arghezi, Corneliu Baba, C. Balmuș, C. Baltazar, Lucian Blaga, Octav Botez, Șerban Cioculescu, Petru Comarnescu, Rosa del Conte, Iorgu Iordan, Claudiu Isopescu, G. Ivașcu (unul dintre cele mai bogate loturi epistolare), Adrian Marino, George Munteanu, Ramiro Ortiz, Hortensia Papadat-Bengescu, Perpessicius, Camil Petrescu, Al. Philippide, Dinu Pillat, Al. Piru, Sanda Popescu, M. Ralea, Al. Rosetti (de departe cel mai bogat și important lot), Vladimir Streinu, Al. O. Teodoreanu, Tudor Vianu)

- Alte manuscrise: Ion Agârbiceanu, Contraste, 14 f., Jean Bart, Hoții de cereale, 45 f., Gh. Brăescu, Proze scurte, 29 f., [Iacob Negruzzi], Condică a societății Junimea (1868–1871), 18 f., M. Dragomirescu, Răspuns d-lui Eugen Lovinescu, 17 f., M.M. Dragomirescu, Curs de etică și politică, 1921–1922, 44 f., Panait Istrati, Adrien Zograffi, 207 f., Titu Maiorescu, Despre poezie, în special despre cea rumănă, 25 f., Actele procesului Maiorescu, 107 f., Gib I. Mihăescu, Mana, 16 f., C. Negruzzi, Proză, 88 f., Idem, Poezii, 29 f., Iacob C. Negruzzi, D.R. Rosetti, Zeflemele, 31 + 11 p., Hortensia Papadat-Bengescu, O călătorie pană la izvoare, 21 f., Cezar Petrescu, Cuvânt înainte, 37 f., Idem, Povestire de iarnă (ms. incomplet), 15 f., Idem, 1907 (ms. incomplet și nesemnat), 106 f., Victor Ion Popa, Schivnicul din Țuia Neagră, 30 f., C. Stere, Cum am devenit director al „Vieții Românești” (Amintiri fugare), 25 f., [G. Topirceanu], Versuri, 56 f., [G. Topirceanu], Cugetări, 59 f., I.C. Văcărescu, Două episoade, 20f., Duiliu Zamfirescu, Inundația. Novellă, 11 f., Paul Zarifopol, Polemică abstractă, 29 f; Manuscrisul începutului de roman Sub pecetea tainei de Mateiu I. Caragiale; Documente V. Alecsandri și Gr. Alexandrescu, texte originale de Lucky Caragiale (în total 224 de file), scrieri originale și traduceri de Șt. O. Iosif, un dosar cu acte C. Negruzzi, scrieri de I. Negruzzi, precum și un dosar cu arhiva Convorbirilor literare (corespondență primită la redacție), documente școlare și poezii ale lui A.D. Xenopol. Scrisori: I.L. Caragiale (către P. Zarifopol, V. Goldiș ș.a.) și către acesta (de la P. Missir, Em. Isac, O. Tăslăuanu, Sextil Pușcariu, V. Goldiș), T. Maiorescu (către I.A. Bassarabescu, G. Ibrăileanu ș.a.), Al. Macedonski (către I. Bianu ș.a.), Liviu Rebreanu (către C. Rauleț și C. Moldovanu), Ioan Slavici (către I. Negruzzi). Un bogat pachet St. O. Iosif, cu epistole către Natalia Negru sau primite de la I.L. Caragiale, Il. Chendi, Sextil Pușcariu, Sadoveanu. Scrisori către V. Voiculescu, de la Em. Bucuța, V. Cioflec, Al. Marcu, S. Mehedinți, O. Papadima, Vladimir Streinu, Tudor Vianu ș.a. Un lot de 43 de scrisori autografe Gh. Eminovici, plus o serie de documente privitoare la același. Loturile epistolare Corneliu Moldovanu și Emil Gârleanu conțin cateva sute de scrisori primite (numai D. Nanu îi expediază celui dintâi peste o sută); de asemenea, semnalăm prezența celor câteva zeci de epistole primite de M. Dragomirescu de la N. Gane, Emilia Humpel, I. Bogdan, N.D. Cocea, Ch. Drouhet, I.A. Bassarabescu ș.a.[9]